# Myrmarachne sp-australia
Myrmarachne sp-australia este o specie de păianjeni din genul Myrmarachne, familia Salticidae, descrisă de Davies Todd, Zabka, 1989. Conform Catalogue of Life specia Myrmarachne sp-australia nu are subspecii cunoscute.